# Robert McKimson
Robert McKimson (* 13. Oktober 1910 in Denver, Colorado; † 29. September 1977 in Burbank, Kalifornien) war ein US-amerikanischer Animator, Illustrator und Filmregisseur. Er wurde bekannt für seine Arbeiten an den Cartoonserien Looney Tunes und Merrie Melodies von Warner Bros. Später arbeitete er für DePatie-Freleng Enterprises. Er ist auch bekannt dafür, das Aussehen von Bugs Bunny 1943 maßgeblich geprägt zu haben.

## Leben
Robert McKimson begann seine berufliche Karriere, als er 1928 zwei Jahre lang für Walt Disney als Zeichner mit an Oswald der lustige Hase arbeitete. Nach Disney wechselte McKimson zu Warner Bros., wo er sich zu einem sehr talentierten Zeichner entwickelte. Er arbeitete dort als Trickfilmanimator mit bedeutenden Regisseuren zusammen, darunter 1930 bis 1933 für Hugh Harman und Rudolf Ising, 1933 bis 1937 für Friz Freleng, 1937 bis 1938 für Frank Tashlin, 1938 bis 1940 für Chuck Jones und 1940 bis 1941 für Tex Avery. Als er 1942 bis 1946 für Bob Clampett arbeitete, wurde sein Talent zunehmend sichtbar. In den 1940er Jahren wirkte Robert McKimson maßgeblich an der Gestalt von Bugs Bunny mit. Im Jahr 1946 wurde sein erster Kurzfilm Daffy Doodles veröffentlicht.
Unter McKimson als Regisseur wurden zahlreiche Trickfilmfiguren geschaffen, darunter Foghorn Leghorn, Barnyard Dog, Hippity Hopper, Bobo the Elephant, Taz, Sylvester Jr. und Speedy Gonzales. Darüber hinaus wirkte er bei der Ausgestaltung der Figuren Bugs Bunny, Daffy Duck, Schweinchen Dick und Elmer Fudd mit.
Er führte Regie bei den Trickfilmen Hühnerhabicht sucht Huhn (1946) und Tabasco Road (1957), die jeweils für den Oscar nominiert wurden.
Als Ende der 1950er Jahre die Popularität von Trickfilmen sank, wurden die Cartoon Studios von Warner Bros. geschlossen. McKimson folgte Friz Freleng und David H. DePatie, die das Studio DePatei-Freleng Enterprises gründeten, um dort weitere Trickfilme zu schaffen, sie erreichten jedoch nie wieder die Popularität der 1940er und 1950er Jahre.
Robert McKimson war im Privatleben ein talentierter Reiter und Polo Spieler. Auch war er Mitglied im Bund der Freimaurer und erreichte dort den Rang eines Meisters. Er starb am 29. September 1977 an den Folgen eines Herzinfarktes während eines Mittagessens mit Friz Freleng und David H. DePatie. Zu diesem Zeitpunkt war er 66 Jahre alt. Kurz zuvor wurde ihm von seinem Arzt bei einer Routineuntersuchung beste Gesundheit attestiert, und sein Arzt sagte ihm das er aufgrund seiner Familiengeschichte (sein Vater wurde 100 Jahre alt) noch einige Lebensjahre vor sich habe.